# Ямакаси: Новые самураи
«Ямакаси: Новые самураи» (фр. Yamakasi – Les samouraïs des temps modernes) — французский фильм 2001 года о жизни группы из семерых трейсеров Ямакаси в Париже.

## Сюжет
Семеро молодых парней-трейсеров (по кличкам «Музыкант», «Танцор», «Ракета», «Паук», «Пушок», «Бейсбол» и «Бык») — Ямакаси — кумиры молодёжи. Им стараются подражать. Но с одним из фанатов Ямакаси, мальчиком Джамелем, происходит беда. Во время попытки повторить один из трюков трейсеров мальчику стало плохо. У него больное сердце, и если не сделать трансплантацию сердца, мальчик умрёт. Есть только одна возможность сделать трансплантацию, но это незаконно и требуются огромные деньги, которых у семьи Джамеля просто нет. После этого мать Джамеля пытается покончить жизнь самоубийством, но Ямакаси видят это и им удаётся её спасти. При этом они узнают о случае с Джамелем. Парни приходят к врачу, узнают нужную сумму и обещают собрать её к нужному времени. Выясняется, что врач действует через посредников. При этом один из Ямакаси крадёт адреса этих самых посредников. Трейсеры решают устроить ограбления этих посредников, украденные вещи продать, а деньги принести врачу. На первые шесть ограблений Ямакаси разделяются на команды, а при седьмом ограблении объединяются. Цель последнего, и седьмого ограбления — заместитель министра здравоохранения. Ямакаси врываются в дом, обезоруживают охранника и начинают собирать вещи. В это время дом оказывается оцеплен полицией, и начинается штурм здания с целью поимки грабителей. Ямакаси удаётся убегать от полиции, пока они не передают награбленное своему другу. После этого трейсеры сдаются. Позже они дают ложные показания в полиции, и один из сотрудников полиции, Осмин, признаёт, что они говорят правду. Парней отпускают, и Осмин направляется с ними в больницу. Врач заявляет, что договор не был выполнен — парни опоздали на несколько минут, и сердце Джамель не получит. Но, под угрозами Осмина, врач меняет решение. Итог фильма: Джамель получает новое сердце, Ямакаси оправданы и обещают Джамелю, что будут учить его, когда он поправится, а Осмин увольняется из полиции.

## В ролях
| Актёр               | Роль                       |
| ------------------- | -------------------------- |
| Чау Белль Дин       | Оливер Чан, «Бейсбол»      |
| Уильямс Белль       | Брюно Дюрис, «Паук»        |
| Малик Диуф          | Малик Ндиай, «Пушок»       |
| Ян Нотра            | Усман Даджакан, «Музыкант» |
| Гилен Н’Губа Бойеке | Абду Нгото, «Ракета»       |
| Шарль Перьер        | Усман Бана, «Бык»          |
| Лоран Пьемонтези    | Жан-Мишель Люка, «Танцор»  |
| Махер Камун         | Винсент Осмин              |

## Музыка
| №                   | Название                       | Исполнитель(и)              | Длительность |
| ------------------- | ------------------------------ | --------------------------- | ------------ |
| 1.                  | «Zicmu (Intro)»                | DJ Spank                    | 1:41         |
| 2.                  | «Femmes»                       | Fary feat. Lady Laistee     | 5:14         |
| 3.                  | «Sitting Bull»                 | DJ Spank                    | 1:20         |
| 4.                  | «Bon Ou Mauvais»               | Iron Sy & Disiz la Peste    |              |
| 5.                  | «Grimpe»                       | Joey Starr                  | 3:53         |
| 6.                  | «Présentation Des Personnages» | DJ Spank                    | 2:20         |
| 7.                  | «Plus De Repères»              | Reptiles feat. Jimi Sissoko |              |
| 8.                  | «Boogie Down»                  | Mass                        |              |
| 9.                  | «Suicide»                      |                             |              |
| 10.                 | «Urgence»                      | Joey Starr                  | 4:26         |
| 11.                 | «L'Assaut»                     |                             |              |
| 12.                 | «Chela»                        | Busta Flex                  | 3:47         |
| 13.                 | «En Guerre»                    | FDY Phenomen & Jaeyez       |              |
| 14.                 | «La Poursuite Des Chiens»      | DJ Spank                    | 1:52         |
| Общая длительность: | Общая длительность:            | Общая длительность:         | 1:01:20      |